# 136367 Gierlinger
136367 Gierlinger è un asteroide della fascia principale. Scoperto nel 2004, presenta un'orbita caratterizzata da un semiasse maggiore pari a 3,4353746 UA e da un'eccentricità di 0,0829898, inclinata di 9,05936° rispetto all'eclittica.
L'asteroide è dedicato all'astrofilo austriaco Richard Gierlinger.